# Claes Hallencreutz
Claes Hallencreutz, född 20 oktober 1778, död 19 oktober 1841 i Stockholm, var en svensk militär. Han var far till Louis Hall.
Claes Hallencreutz var son till brukspatron Lars Johan Hallencreutz och Anna Catharina Victorin. Han blev sergeant vid Göta livgarde 1794, fänrik där samma år, löjtnant vid Västerbottens regemente 1795, löjtnant vid Göta livgarde samma år, kapten vid Närke-Värmlands regemente 1799, stabskapten vid Göta livgarde samma år, premiärkapten där 1802 och kapten vid af Paléns värvade regemente 1808. Hallencreutz blev tredje major vid Andra livgardet 1810, andre major där 1811, överstelöjtnant i armén 1814 och var överste och sekundchef för Andra livgrenadjärregementet 1817–1825. Efter avsked med tillstånd att kvarstå i armén 1825 blev han chef över södra tulldistriktet. Hallencreutz ägde en tid Vedevågs bruk. Han blev riddare av Svärdsorden 1811.